# Laharepouwa
Laharepouwa – gaun wikas samiti w środkowej części Nepalu w strefie Bagmati w dystrykcie Rasuwa. Według nepalskiego spisu powszechnego z 2001 roku liczył on 940 gospodarstw domowych i 5132 mieszkańców (2586 kobiet i 2546 mężczyzn).